# Zajednička bočna vena
Zajednička bočna vena (lat. vena iliaca communis) je parna vena u trbušnoj šupljini i zdjelici ljudskog tijela koja odovodi deoksigeniranu krv iz zdjelice i donjih udova. 
Zajednička bočna vena nastaje spajanjem vanjske (lat. vena iliaca externa) i nutarnje bočne vene (lat. vena iliaca interna), u svom toku prati zajedničku bočnu arteriju (lat. arteria iliaca communis), a spojem lijeve i desne zajedničke bočne vene formira se donja šuplja vena (lat. vena cava inferior).